# GSC22-821-1
GSC22-821-1 — хімічно пекулярна зоря спектрального класу B9, що має видиму зоряну величину в смузі V приблизно 12,1.
Вона  розташована на відстані близько 350,7 світлових років від Сонця.

## Пекулярний хімічний вміст
GSC22-821-1 належить до Хімічно пекулярних зір з пониженим вмістом гелію 
й в її  зоряній атмосфері спостерігається нестача He у порівнянні з його вмістом в атмосфері Сонця.